# Aki Shimazaki
Pour les articles homonymes, voir Shimazaki.
Aki Shimazaki est une écrivaine québécoise, née en 1954 à Gifu au Japon. Elle a immigré au Canada en 1981 et vit à Montréal depuis 1991. Écrits en français, ses livres ont été traduits en anglais, en japonais, en serbe, en russe, en italien, en portugais, en allemand, en hongrois et en espagnol.

## Biographie
Née au Japon en 1954, Aki Shimazaki grandit avec ses trois sœurs à la campagne dans une ancienne famille  de propriétaires cultivateurs. Elle rêve de devenir romancière depuis ses 11 ans et commence à écrire des histoires qu'elle invente. Elle publie des nouvelles dans une revue locale éditée par sa sœur.
Elle travaille d'abord au Japon pendant cinq ans comme enseignante d'une école maternelle et donne également des leçons de grammaire anglaise dans une école du soir. En 1981, à 26 ans, elle envoie des demandes de résidence à plusieurs pays dont le Canada qui lui répond favorablement. Elle enseigne dans une école japonaise, tout en étudiant l'anglais et le français. Elle apprend à jouer de la flûte et joue avec des instrumentistes amateurs. Selon, une autre source, elle passe ses cinq premières années à Vancouver, travaillant pour une société d'informatique. Après cela, elle part vivre pendant cinq ans à Toronto.
À partir de 1991, elle s'installe à Montréal où, en plus de son activité littéraire, elle enseigne le japonais. Elle suit un cours de composition dans une école de français pour immigrés. En 1994, à l'âge de quarante ans, elle apprend le français dans une école de langue.
Dans un entretien, Aki Shimazaki se souvient qu'un professeur de français lui a fait étudier le livre Le Grand cahier d'Agota Kristof (Seuil, 1986). Agota Kristof est une auteure hongroise émigrée en Suisse romande, elle rédige en français, sa langue d'adoption. Aki Shimazaki admire l'audace d'écrire dans une langue en cours d'apprentissage, l'emploi d'un style d'écriture "très simple et direct", pour raconter une "histoire profonde et puissante". Dès lors, Aki Shimazaki choisit d'écrire en français et non plus en japonais.
Elle commence ensuite à écrire en français de courts romans. Son premier roman est le fruit de trois ans de travail. Son œuvre se déploie en pentalogies, : cycles de cinq romans construits autour d'une même histoire, telle que vécue par cinq personnages différents et pouvant se lire indépendamment. Chaque nouveau roman lui demande dix mois d'écriture, publiés tous les un ou deux ans. Ils contiennent une centaine de pages avec leur titres en japonais évoquant un végétal ou un petit animal. Dans un langage sobre et poétique, rythmé par les évocations de la nature et de la musique, Aki Shimazaki questionne l'évolution de la société japonaise à travers ses sagas.
L'œuvre d'Aki Shimazaki est désormais étudiée. Une thèse a été publiée en 2020.

## Cycles romanesques ou pentalogies
Ses œuvres en français sont, pour la plupart, publiées chez Leméac ou Actes Sud.
- Premier cycle : Le poids des secrets[1] : 
  - Tsubaki, 1999, Prix de la Société des écrivains canadiens / Mention d'excellence (1999)
  - Hamaguri, 2000, Prix Ringuet de l’Académie des lettres du Québec (2001)
  - Tsubame, 2001
  - Wasurenagusa, 2003, Prix littéraire Canada-Japon du Conseil des Arts du Canada (2004)
  - Hotaru, 2004, Prix du Gouverneur général du Canada (2005)

- Second cycle : Au cœur du Yamato :
  - Mitsuba[1], 2006, premier Prix de l'Algue d'Or (Saint-Briac-sur-Mer, Bretagne, France), en 2009
  - Zakuro[1], 2008, finaliste Prix des libraires (Canada), finaliste Prix du Gouverneur général du Canada 2009
  - Tonbo, 2010
  - Tsukushi, 2012
  - Yamabuki, 2013, Prix littéraire de l'Asie de l'Association des écrivains de langue française (ADELF)

- Troisième cycle : L'ombre du chardon :
  - Azami, 2014
  - Hôzuki, 2015[9]
  - Suisen, 2016
  - Fuki-no-tô, 2017[10]
  - Maïmaï, 2018[11].

- Quatrième cycle : Une clochette sans battant[6]
  - Suzuran, 2019[6],[12]
  - Sémi, 2021[7]
  - No-no-yuri, 2022
  - Niré, 2023[13]
  - Urushi, 2024[6]
- Cinquième cycle : 
  -  Ajisaï, 2025[14]

## Aperçu de quelques livres
- Zakuro (2008) : Tsuyoshi Toda, grâce à son ami Kôji Satô, retrouve la trace de son père disparu en Sibérie en 1942, vingt-cinq ans auparavant.
- Tsukushi (2012) : Dans leur grande maison de Tokyo, Yûko Tanase, épouse Sumida, née à Kobe, spécialiste en ikebana, koto et gâteau au chocolat, fête le treizième anniversaire de leur fille unique, Mitsuba (Trois feuilles). Ce 3 décembre 1994, elle y fait la connaissance de Yoshiko Matsuo, mère de deux amies d'école de sa fille. Les confidences de Yoshiko, au cours d'une sortie entre amies à Yokohama, l'amènent à réviser sa vision du monde : la symbolique des fleurs, particulièrement celle (surprise) des tiges de prêle (Tsukushi), son premier amour T. Aoki, le café Torêhuru, la serveuse Yariko, la rencontre de son mari Takashi Sumida (banquier de 35 ans), sa belle-famille, l'ami photographe Michio Mori (alias Yûji Sumida), le restaurant Zakuro (Yokohama), M. Toda, le roman Une soif d'amour de Mishima.
- Azami (2014) : Mitsuo Kawano, 36 ans, est rédacteur dans une revue culturelle de Nagoya. Sa vie sexuelle est terminée avec son épouse Atsuko, 34 ans. Après avoir élevé leurs deux jeunes enfants, elle s'installe avec eux dans sa maison familiale à la campagne, à une heure de distance, pour se lancer dans la culture de la bardane. Gorô Kida aborde Mitsuo et lui fait croiser au bar X Mitsuko Tsuji, entraîneuse du vendredi soir. Ils ont tous trois été élèves dans la même classe, à 30 kilomètres de là, vingt-quatre ans plus tôt, sans se revoir. Ils sont tous trois issus de familles recomposées ou décomposées. Mitsuo et Mitsuko étaient tous deux originaires de Nagoya et brièvement déplacés, donc étrangers. Elle a été son premier amour, à sens unique. Il la retrouve également serveuse de bar en semaine. Azami (le chardon) est à la fois un nom dans une comptine de sa grand-mère et le surnom qu'il a donné à Mitsuko dans son journal intime de l'époque...
- Hôzuki (2015) : Parce qu’il est marqué au sceau du secret, Hôzuki est un roman emblématique de Aki Shimazaki. Les deux personnages principaux ne se connaissent pas au début du roman, mais elles ont en commun le même secret. Parfaitement équilibré, le roman se divise en deux parties égales. Dans la première moitié, Mitsuko (que nous avons connue dans Tsubaki) se présente comme une libraire bien singulière, mais sans histoire. Elle vit avec son fils Tarô (eurasien et sourd-muet) et sa mère. Elle exploite une librairie spécialisée en livres d'art. Distante, elle semble bien en contrôle de sa vie malgré le poids d’un évènement passé qui en a changé le cours. C’est « Hôzuki ou madame Kitô » dirons-nous en guise de sous-titre de cette première partie. Arrive la deuxième moitié (page 73) et c’est la révélation sur la vraie nature de son passé, sur la présence de Tarô qui n’est pas son fils biologique, mais un enfant trouvé dans la consigne d’une gare, qu’elle a sauvé et adopté avec la complicité d’une sage-femme. Il y a aussi cette cliente Mme Sato et la petite Hanako sa fille. Le rôle que joue le nom de la librairie « Kitô », qui, s’il est écrit en hiragana, veut aussi bien dire prière que hôzuki, le nom d’une plante. Justement cette plante est celle que Mme Sato avait déposée à côté de son fils dans le casier de la consigne où elle l’avait abandonné. Elle est en fait la vraie mère de Tarô et Hanako est la demi-sœur de ce dernier. C’est « Hôzuki ou le petit Tarô » dirons-nous en guise de sous-titre de cette seconde partie. Donc le même secret, mais vécu différemment par ces deux femmes. Mitsuko vit très bien avec son passé, tandis que madame Sato, vit rongée par le remords. Ces destins croisés sont cachetés au sceau du secret si cher à Mme Shimazaki. « Secret » où réside le génie de son œuvre romanesque. Ajoutons que l’intrigue est parfaitement servie par le style concis de l’auteure.
- No-no-yuri (2022) : Originaire d’une petite ville de la région du San’in, Kyôko est une femme célibataire d’une grande beauté. Tout l’oppose à sa sœur cadette Anzu, divorcée, mère d’un garçon, céramiste reconnue. Kyôko, elle, poursuit depuis treize ans une carrière de secrétaire de direction dans une société de cosmétiques à Tokyo. Elle profite ainsi, avec légèreté, du magnétisme qu’elle exerce sur les hommes et s’épanouit au gré de ses voyages d’affaires. Mais le départ soudain de son patron et l’arrivée du nouveau, plus jeune, plus charmant, vont ébranler en elle bien des certitudes[15].

## Prix et distinctions
- 2021 : Prix Hervé-Foulon[16] du livre oublié pour son roman Le poids des secrets T.1 : Tsubaki, initialement paru en 1999.